# Palacio del Patriarcado (Venecia)
El palacio Patriarcal de Venecia es un edificio monumental italiano de estilo barroco situado en el sestiere de San Marco junto al Gran Canal de Venecia, al lado de la basílica de San Marcos.

## Historia
Originalmente el edificio, junto con la basílica, formó parte del complejo del Palacio Ducal, realizado a inicios del siglo XVII para albergar una nueva sala de banquetes, destinada a las recepciones de la Señoría y del Senado venecianos. El palacio se comunicaba con las habitaciones del Dux por medio de una pasarela colgante situada detrás del ábside de la basílica.
Tras la caída de la República de Venecia, la supresión de la iglesia ducal de San Marcos como diócesis nullius autónoma y con el traslado a la basílica marciana de la cátedra patriarcal en 1807, el edificio fue elegido como nueva sede de la curia.
Los trabajos de adecuación, iniciados según proyecto de Lorenzo Santi en el año 1837, permitieron ya en el 1840 el traslado de las oficinas curiales, para ser terminados en el 1870, con la inauguración de la nueva fachada.
Antes del traslado de la curia a San Marcos, el palacio Patriarcal estuvo situado junto a la Basílica de San Pietro di Castello. Abandonado en favor de la nueva sede, el antiguo palacio acabó arruinado.